# Lazarus Geiger
Lazarus Geiger (nacido el 21 de mayo de  1829 en  Frankfurt; fallecido el 29 de agosto de 1870  en  Frankfurt) fue  un lingüista y filósofo alemán.

## Biografía
Tío de Moritz Geiger, su primer oficio fue el de librero, estudiando más tarde filología clásica en las universidades de Marburgo, de Heidelberg y de Bonn.
A diferencia de su tío Abraham Geiger, unos de los líderes de opinión de la Reforma del Judaísmo (Reformjudentum), se adhiere al judaísmo ortodoxo en Alemania.
Desde 1861 hasta su muerte fue profesor en el Philanthropin de Frankfurt.
En una de sus  obras más importantes (Ursprung und Entwicklung der menschlichen Sprache und Vernunft und Der Ursprung der Sprache) trata del origen y desarrollo del lenguaje humano y la razón y origen del mismo, buscando a la vez que  Heymann Steinthal aplicar el método psicológico-filosófico en la investigación lingüística.  

## Escritos
- Zur Entwicklungsgeschichte der Menschheit. Vorträge, Stuttgart: Cotta, (1871).
- Uber den Farbensinn der Urseit und seine Entwicklung, (1878).
- History and development of the Human Race,  London: Tubner and Company (1880).